# MacKenzie Mauzy
MacKenzie Grace Mauzy (* 14. Oktober 1988 in Greensboro, North Carolina) ist eine US-amerikanische Schauspielerin.

## Leben und Karriere
Die in Greensboro im US-Bundesstaat North Carolina geborene Mauzy wuchs in Lancaster im Bundesstaat Pennsylvania auf und zog nach einigen Jahren nach New York City und später nach Los Angeles. Noch bevor sie erste Schritte im Film- und Fernsehgeschäft wagte, sammelte sich an verschiedenen Schauspielhäusern in New York, Virginia und North Carolina an Bühnenerfahrung. Dort spielte sie unter anderem in Musicals wie A Christmas Carol, Schneewittchen oder der Shakespeare-Inszenierung Macbeth. Im Jahre 1998 erhielt sie für ihre Rolle als Annie im gleichnamigen Musical, einer Produktion des Showtimers Theatre in Roanoke, Virginia, den Anna Wentworth Award für die Wahl zur besten Kinderschauspielern. Erste schauspielerische Fernseherfahrung sammelte Mauzy, als sie im Oktober 2000 in den Cast der weltweit am längsten laufenden Seifenoper, Springfield Story, aufgenommen wurde und dort bis zum August 2002 die Rolle der Elizabeth „Lizzi“ Spaulding innehatte.
Nach der Zeit bei Springfield Story kehrte die angehende junge Schauspielerin dem Film- und Fernsehgeschäft für einige Jahre den Rücken und konzentrierte sich vorwiegend wieder auf ihre Musical- und Theateraufführungen. Nachdem sie im Jahre 2006 in der Folge Stealing Home der US-Krimiserie CSI: NY einen Auftritt hatte, startete die junge Schauspielerin noch im gleichen Jahr in eine erfolgreiche Zeit bei der Endlosserie Reich und Schön, wo sie laut IMDb bis zu ihrem Abgang aus der Serie im Jahre 2008 in 232 Episoden mitwirkte. Während der Dreharbeiten zu Reich und Schön kam Mauzy im Jahre 2007 auch in einer Folge von Cold Case – Kein Opfer ist je vergessen zum Einsatz. Weitere Auftritte, in denen sie nur in einer einzigen Episode mitwirkte, folgten in den Jahren 2009 (Law & Order) und 2010 (CSI: Den Tätern auf der Spur und Drop Dead Diva).
Neben ihrer Karriere als Fernsehschauspielerin trat sie jedoch auch weiterhin in Theaterproduktionen auf und ging unter anderem im Jahre 2008 mit dem Musical Frühlings Erwachen (in den USA: Spring Awakening) auf US-Tournee. Im Laufe der Tournee übergab sie ihre Rolle als Ilse allerdings an jemand anderen, da sie aufgrund ihrer Engagements beim Broadway-Musical Eine Geschichte aus zwei Städten (in den USA: A Tale of Two Cities) keine Zeit mehr dazu fand, in beiden Stücken aufzutreten. Weitere Theaterauftritte hatte Mauzy unter anderem in den Stücken Harps and Angels (aufgeführt von der Centre Theatre Group) oder White Noise (im Le Petit Theatre in New Orleans).

## Filmografie (Auswahl)
- 2000–2002: Springfield Story (Guiding Light, Fernsehserie, unbekannte Anzahl Folgen)
- 2006: CSI: NY (Fernsehserie, Folge 2x22 Die tote Meerjungfrau)
- 2006–2008: Reich und Schön (The Bold and the Beautiful, Fernsehserie, 232 Folgen)
- 2007: Cold Case – Kein Opfer ist je vergessen (Cold Case, Fernsehserie, Folge 5x03 Die Ängste der Amish)
- 2009: Law & Order (Fernsehserie, Folge 19x13 Widersprüchliche Wahrheit)
- 2010: CSI: Den Tätern auf der Spur (CSI: Crime Scene Investigation, Fernsehserie, Folge 10x21 Schutz- und Racheengel)
- 2010: Drop Dead Diva (Fernsehserie, Folge 2x06 Getrübte Wahrnehmung)
- 2012: Bones – Die Knochenjägerin (Bones, Fernsehserie, Folge 7x11 Ein Wald voller Hass)
- 2014: Into the Woods
- 2014–2015: Forever (Fernsehserie, 10 Folgen)
- 2015: Construction
- 2017: Terror Night – Ein mörderisches Spiel (Girls’ Night Out)
- 2019: The Good Fight (Fernsehserie, eine Folge)
- 2020: Navy CIS: New Orleans (Fernsehserie, eine Folge)